# Нижнее Анисимово
Нижнее Анисимово — деревня в Великоустюгском районе Вологодской области.
Входит в состав Опокского сельского поселения (до 2014 года входила в Стреленское сельское поселение), с точки зрения административно-территориального деления — в Стреленский сельсовет.
Расстояние по автодороге до районного центра Великого Устюга — 51 км, до центра сельсовета Верхнего Анисимово — 1 км. Ближайшие населённые пункты — Павловское, Анохинское, Верхнее Анисимово, Пожарище.
По переписи 2002 года население — 10 человек.